# Carl Groddeck

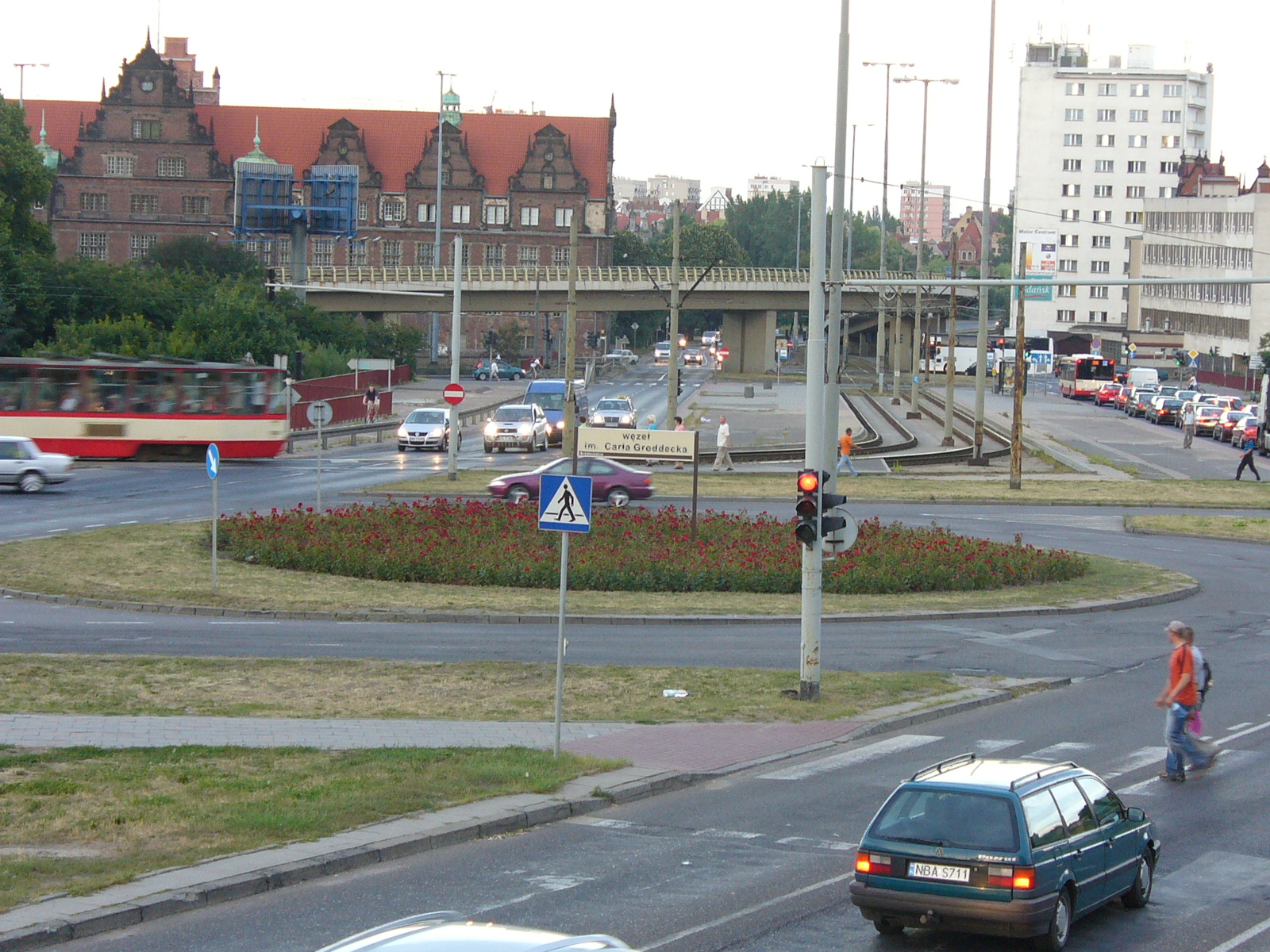
Węzeł Carla Groddecka w Gdańsku (stan sprzed rozbudowy torowiska tramwajowego)

Carl Groddeck, pl. Karol Grodek (ur. 24 lipca 1699 w Gdańsku, zm. 28 listopada 1774 tamże) – burmistrz Gdańska w XVIII wieku. Ostatnich dwanaście lat życia poświęcił pracy protokolarnej w kościołach i szkołach.
Jego imieniem nazwano skrzyżowanie alei Armii Krajowej, ul. 3 Maja i ul. Biskupiej w Gdańsku.